# Hypoponera silvestrii
Hypoponera silvestrii är en myrart som först beskrevs av Horace Donisthorpe 1947.  Hypoponera silvestrii ingår i släktet Hypoponera och familjen myror. Inga underarter finns listade i Catalogue of Life.